# Ozumba
Ozumba é um município do estado do México, no México.

## História
A fundação da comunidade se dá início desde os últimos anos da era pré-hispânica, durante a colonização pelos espanhóis na época da Nova Espanha.